# Nana Takagi
Nana Takagi (japanska: 髙木 菜那), född 2 juli 1992 i Makubetsu på Hokkaido, är en japansk skridskoåkare.
Vid de olympiska vinterspelen 2014 i Sotji kom hon på en 23:e plats på 1 500 meter och var en del av det japanska lag som kom på en fjärdeplats i lagtempot.
Takagi blev olympisk guldmedaljör i lagtempo vid olympiska vinterspelen 2018 i Pyeongchang. Några dagar senare tog hon ytterligare en guldmedalj i masstarten. Det var första gången sedan 1998 en japansk idrottare tagit två guldmedaljer i ett och samma olympiska vinterspel.